# 天使等级

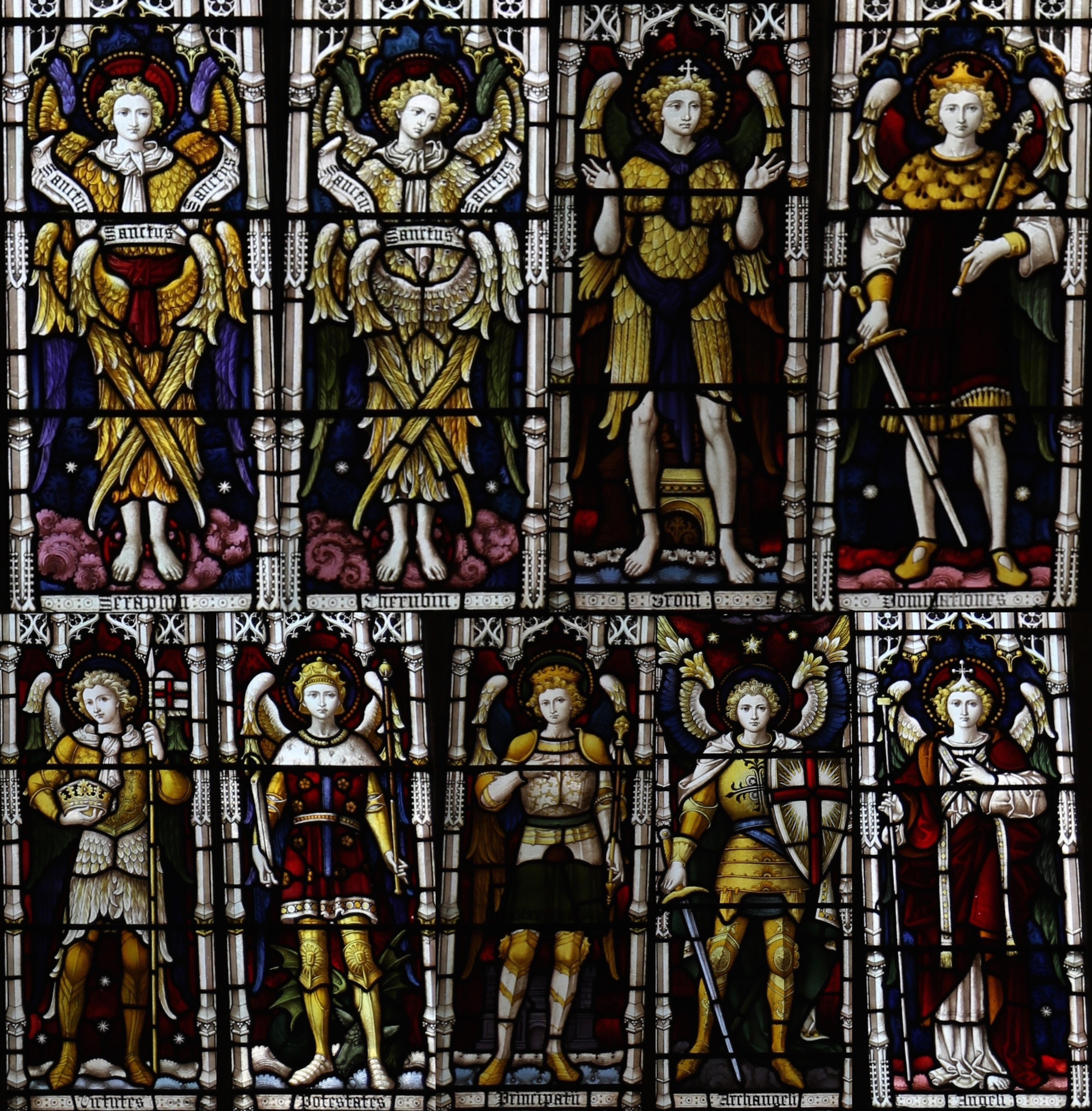
九等天使，從左到右分別為，第一排：熾天使、智天使、座天使、主天使；第二排：力天使、能天使、權天使、大天使、聖天使。彩繪玻璃窗，位於英格蘭索莫頓 (索美塞特郡)的聖米迦勒暨諸天使堂 (索莫頓)。

在中世纪早期一位自称为丢尼修的中东学者发表了《天阶序论》。制订了从天使到炽天使的天使三级九等即天阶等级。由于在《新约圣经》的《使徒行传》第17章第34节中出现过一名叫做丟尼修（Dionysius）的希腊官员，因此早期部分基督教信徒都将这位中东学者的著作当成圣经中人物撰写的文献，将天使的三级九等奉为可信的外典。但今日學者則否定其為丟尼修的作品。
天使三级九等的理论被早期基督徒所承认，6世纪教宗額我略一世在《福音书注解》中写道：“那些将天使作为榜样的人，将接近神的领域。”这被称为“天使模仿论”，等于是教会对《天阶序论》的承认。
但在745年，教会进行了大规模的改革，规定教徒只得崇拜上主，不得崇拜天使、只得将它们作为一种指引者。而大多数的经过具体描述的天使形象原本也只出现在圣经的外典和伪典中。然而，偽丢尼修《天阶序论》在12至13世纪仍由托馬斯·阿奎納（Thomas Aquinas，《神学大全》作者）等神学学者进一步完善。
在16世纪之后，天使三级九等的理论逐渐被教会淡化，在1992年版的《天主教会教理问答》中，偽丢尼修的天使分级不被承认。
在《天阶序论》中天使的分级为：
- 上三级──神圣的阶级 
  - 炽天使，Seraphim
  - 智天使，Cherubim
  - 座天使，Ophanim（Thrones）
- 中三级──子的阶级 
  - 主天使，Dominions（Kyriotetes），亦有译为权天使
  - 力天使，Virtues
  - 能天使，Powers（Exusiai）
- 下三级──圣灵的阶级 
  - 权天使，Principalities（Archai）
  - 大天使，Archangels
  - 天使，angels,

## 延伸閱讀
- C. A. Patrides. "On the orders of angels" (Chapter one). Premises and Motifs in Renaissance Thought and Literature (Princeton, 1982). ISBN 0-691-06505-5.